# Guagno
Guagno (Corsicaans: Guagnu) is een gemeente in het Franse departement Corse-du-Sud (regio Corsica) en telt 160 inwoners (2019). De oppervlakte bedraagt 42,72 km², de bevolkingsdichtheid is 4 inwoners per km².
De plaats is gesticht in het midden van de 15e eeuw onder de Genuezen nabij thermische bronnen. De plaats lag op een route die herders volgden met hun kudden tussen de bergen en lager gelegen gebieden. De bandiet Theodore Poli opereerde aan het begin van de 19e eeuw vanuit Guagno. In de 19e eeuw kwam er een militair ziekenhuis in Guagno. Ook ontwikkelde de gemeente zich als kuuroord met thermische bronnen die veel zwavel bevatten en ging zichzelf Guagno-les-Bains noemen. Deze baden zijn intussen gesloten.

## Geografie
De Manganello ontspringt in de gemeente en stroomt in westelijke richting.

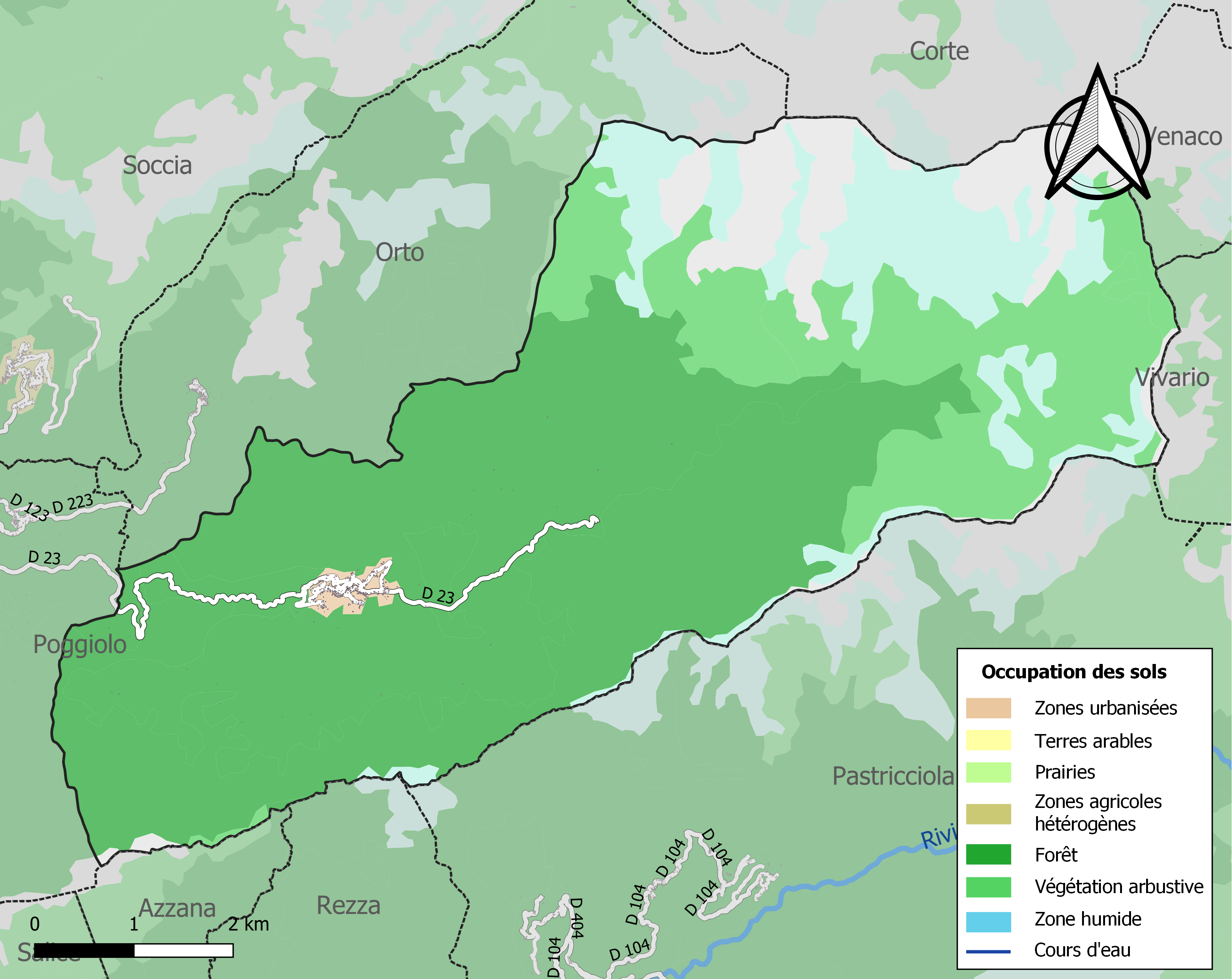
Kaart van de gemeente met de belangrijkste infrastructuur, bodemgebruik en omliggende gemeenten

## Demografie
Onderstaande figuur toont het verloop van het inwonertal.
Vanwege een beveiligingsprobleem met de MediaWiki Graph-software is het momenteel niet mogelijk deze grafiek weer te geven. Zodra de software is bijgewerkt zal de grafiek vanzelf weer zichtbaar worden.